# Romina Oprandi
Romina Sarina Oprandi (Jegenstorf, Suiza, 29 de marzo de 1986) es una tenista suiza actualmente retirada. Su carrera profesional se desarrolló entre 2005 y hasta 2020.

## Carrera como tenista
Se dio a conocer en el nivel más alto del tenis femenino, cuando llegó a los cuartos de final de un evento WTA Tier I en Roma, en un partido de clasificación, apenas perdiendo un lugar en las semifinales, con una derrota ante Svetlana Kuznetsova 4 - 7 a 5 jun 6-7. Posteriormente, hizo apariciones en el torneo de Wimbledon 2006 y el Abierto de Estados Unidos, perdiendo en la primera ronda de cada uno, ante Fransesca Schiavone y Svetlana Kuznetsova.
Inmediatamente después del U.S. Open, Romina ganó el título en individuales ITF en Denain, el que sería su mejor resultado para el resto de la temporada 2006, ya que después de este torneo tuvo que luchar con repetidas lesiones y derrotas tempranas en algunos torneos.
A principios de 2007 Oprandi perdió en la primera ronda del torneo de Auckland, contra Laura Granville por 6-3 y 06-04. En el siguiente torneo, esta vez en Hobart, tuvo una destacada actuación frente a Elena Likhovtseva, aunque en la siguiente ronda sería derrotada por Sania Mirza. Luego, le tocaría un duro rival en la primera ronda del Abierto de Australia, al tener que enfrentarse a la decimosexta del ranking mundial en ese momento, la israelí Shahar Pe'er, ante quien perdería 1-6 3-6.
A continuación, en el torneo de Pattaya, Tailandia, llegó a los cuartos de final, donde perdió frente a la cuarta cabeza de serie, la jugadora china Peng Shuai, en tres sets. Luego, Romina participó del torneo de Doha, donde perdió frente a la hindú Sania Mirza en la primera ronda, por 6-4, 6-3. Posteriormente, participó del torneo de Indian Wells, donde alcanzó la segunda ronda, siendo derrotada por la segunda cabeza de serie Svetlana Kuznetsova. En el torneo de Miami, perdió en la primera ronda frente a la estadounidense Meilen Tu.
Al inicio de la temporada de arcilla participó en el torneo de Amelia Island, donde venció en primera ronda a la bielorrusa Victoria Azarenka antes de perder ante la duodécima cabeza de serie, la australiana Samantha Stosur en la segunda ronda por 6-7 (6) 2-6. Luego perdió en la primera ronda de Charleston ante la griega Eleni Daniilidou en tres sets se vio obligado a retirarse en un partido contra el italiano Karin Knapp en un evento de nivel III en Budapest, Hungría en la primera ronda, mientras que jugando en el tercer set. Como un comodín en el caso de la arcilla Tier I en Roma, que perdió frente a Yuliana Fedak en tres sets en la primera ronda. Oprandi luego jugó en el nivel III de eventos en Estambul, Turquía, donde derrotó a la ucraniana Kateryna Bondarenko en la primera ronda antes de perder ante la séptima cabeza de serie, la jugadora polaca Agnieszka Radwanska en dos sets, 1-6 0-6.
En el segundo Grand Slam del año en Roland Garros, que perdió con Meilen  en la primera ronda en tres sets. Luego jugó en un acontecimiento de la grada IV en Barcelona, donde fue obligado a retirarse en contra de la máxima favorita, la italiana Francesca Schiavone, en la primera ronda tras perder el primer set 2-6. Romina después de no pudo jugar el resto de la temporada 2007 y la primera mitad de la temporada 2008 debido a una lesión en el antebrazo derecho.
Oprandi volvió al tenis en agosto de 2008 en un evento de la ITF en Monteroni D'Saudita, Italia, donde perdió frente a Katalin Marosien tres sets. Luego jugó en otro evento de la ITF en Versmold, Alemania, donde se clasificó para el cuadro principal, derrotando a Serbia y perdiendo frente a Zorica Petrov en sets corridos en la primera ronda antes de perder frente a Romana Tedjakusuma (Indonesia), en un partido apretado en la ronda de 16, 6-7 (1) 7.5.
Romina luego pasó a jugar otro torneo ITF en Alemania, en Wahlstedt. Ella ganó el título después de derrotar a todos sus rivales en los partidos de parejas , incluyendo un 6-3 6-0 contra su compatriota italiana Gatto Monticone Giulia en la final. Luego jugó en un evento de la ITF en Holanda, donde se clasificó para el cuadro principal, pero perdió en la primera ronda contra la sexta cabeza de serie, la jugadora holandesa Chayenne Ewijk.
Oprandi llegó a la final en su próximo torneo en Mestre, Italia, en septiembre. Ella tuvo notables victorias, directamente sobre Maria Elena Camerin en la primera ronda y Lucie Hradecká en los cuartos de final antes de ser obligada a retirarse en la final ante el ruso Ekaterina Ivanova , 3-6 0-3. Oprandi luego llegó a las semifinales de otro torneo en Italia, en Lecce, donde dio una victoria fácil a la segunda cabeza de serie, Mervana Jugić-Salkic perdiendo la oportunidad de alcanzar su segunda final consecutiva. En su próximo evento, un torneo ITF en Ortisei, Italia, llegó a los cuartos de final con varias victorias en sets corridos en la primera preclasificada Gisela Dulko de Argentina y la República Checa  Andrea Hlavackova antes de perder frente a la italiana Mara Santangelo.
En sus dos últimos eventos de 2008, llegó a la segunda ronda de un evento de la ITF en Ismaning, Alemania antes de caer ante ucraniana Oxana Lyubtsova en sets corridos. Después perdió en la primera ronda de otro evento de la ITF en San Diego, California, en sets corridos.
Primer evento Oprandi de 2009 fue un evento de la ITF en Belfort, Francia, donde obtuvo el título para el cuadro principal y alcanzó los cuartos de final, donde perdió frente a la rusa Vesna Manasieva en dos sets, 2-6 6-7 (6 ). Luego jugó en su primer evento WTA en más de 18 meses en Bogotá, Colombia, donde perdió por estrecho margen contra la checa Zakopalová Klára en la primera ronda, 6-3, 6-7 (7), 6-7 (5). Fue pareja el colombiano Castaño Catalina , con quien llegó a los cuartos de final del torneo de dobles en Bogotá, perdiendo ante el equipo de Gisela Dulko y la italiana Flavia Pennetta . A continuación, pasó de nuevo en el circuito ITF en Alemania, donde alcanzó por primera vez la segunda ronda en Biberach, perdiendo ante el belga Kirsten Flipkens , pero llegó a la final en Buchen antes de perder con Alemania Korina Perkovic en dos sets, 3-6, 6-7 (0 ). Ella, sin embargo, ganó el título de dobles en Buchen.
En su carrera ha ganado 13 títulos individuales de la ITF y 7 títulos ITF dobles. Jugó representando a Italia hasta inicios de la temporada 2012, pero después del Abierto de Australia optó por representar a Suiza (país en el que nació y reside) con la intención de clasificarse para los Juegos Olímpicos.

## Títulos WTA (1; 0+1)

### Individuales (0)
| Leyenda                    |
| Grand Slam (0)             |
| Juegos Olímpicos (0)       |
| WTA Tour Championships (0) |
| Premier Mandatory (0)      |
| Premier 5 (0)              |
| Premier (0)                |
| International (0)          |

#### Finalista (1)
| N.º | Fecha               | Torneo    | Superficie    | Oponente en la final | Resultado     |
| --- | ------------------- | --------- | ------------- | -------------------- | ------------- |
| 1.  | 27 de abril de 2014 | Marrakech | Tierra batida | María Teresa Torró   | 3-6, 6-3, 3-6 |

### Dobles (1)
| Leyenda                    |
| Grand Slam (0)             |
| Juegos Olímpicos (0)       |
| WTA Tour Championships (0) |
| Premier Mandatory (0)      |
| Premier 5 (0)              |
| Premier (0)                |
| International (1)          |

| N.º | Fecha               | Torneo    | Superficie    | Pareja           | Oponentes en la final           | Resultado        |
| --- | ------------------- | --------- | ------------- | ---------------- | ------------------------------- | ---------------- |
| 1.  | 27 de abril de 2014 | Marrakech | Tierra batida | Garbiñe Muguruza | Katarzyna Piter Maryna Zanevska | 4-6, 6-2, [11-9] |